# Gábriel István
Gábriel István (Kecskemét, 1937 –) magyar építészmérnök.

## Életpályája
1961-ben, diplomázását követően a 41. ÁÉV-nél kezdett, mint építésvezető helyettes, majd az Ybl Miklós tervezőnél induló tevékenységét az élelmiszer-iparban, illetve Agroberben folytatta. Ezután 1972-től 1978-ig a Mezőgazdasági és Élelmiszeripari Minisztériumban dolgozott, ahol a mezőgazdaság naturális munkáinak tervezése volta  feladata. Az ÉTE Mezőgazdasági Építési Bizottság titkára volt. A MÉM és az Agrober delegáltjaként hétszer volt a Szovjetunióban, Moszkvában, Kijevben, Minszkben, Alma-Atában és Leningrádban. Részt vett az Országos Mezőgazdasági Vásár építész-forgatókönyvének kidolgozásában, ahol a MEZŐFA rendszer aranyérmet nyert, amelynek építész tervezője volt. 1987-ben vezető tervezői jogosultságot kapott az ÉVM-től. 1997-től nyugdíjas.

## Díjai, elismerései
Az ÉVM-től kétszer, 1979-ben és 1987-ben Kiváló Munkáért kitüntetésben részesült.